# NGC 625
NGC 625 (другие обозначения — ESO 297-5, MCG -7-4-17, AM 0132-414, IRAS01329-4141, PRC C-11, PGC 5896) — галактика в созвездии Феникс.
Этот объект входит в число перечисленных в оригинальной редакции «Нового общего каталога». Для наблюдения доступна с ребра в телескоп с апертурой 150 мм.
Открыта в 1826 году Джеймсом Данлопом. NGC 625 — тусклая галактика, расположенная в созвездии Феникса. Имеет спиралевидную форму. Отнесена к неправильным галактикам из-за перемычки класса SB(s)m? edge-on, которая, возможно, возникла в результате столкновения NGC 625 с другой галактикой.
Удалённость от Солнца — 12,7 миллионов световых лет. Диаметр —  15 000 световых лет.